# Melanoptilon satellitia
Melanoptilon satellitia là một loài bướm đêm trong họ Geometridae.